# Cryptocentrus
Cryptocentrus – rodzaj ryb z rodziny babkowatych.

## Klasyfikacja
Gatunki zaliczane do tego rodzaju:
| - Cryptocentrus albidorsus - Cryptocentrus bulbiceps - Cryptocentrus caeruleomaculatus - Cryptocentrus callopterus - Cryptocentrus cebuanus - Cryptocentrus cinctus - Cryptocentrus cryptocentrus - Cryptocentrus cyanospilotus - Cryptocentrus cyanotaenia - Cryptocentrus diproctotaenia - Cryptocentrus fasciatus - Cryptocentrus flavus - Cryptocentrus geniornatus | - Cryptocentrus inexplicatus - Cryptocentrus insignitus - Cryptocentrus leonis - Cryptocentrus leptocephalus - Cryptocentrus leucostictus - Cryptocentrus liolepis - Cryptocentrus lutheri - Cryptocentrus malindiensis - Cryptocentrus maudae - Cryptocentrus melanopus - Cryptocentrus multicinctus - Cryptocentrus nigrocellatus - Cryptocentrus niveatus | - Cryptocentrus octofasciatus - Cryptocentrus pavoninoides - Cryptocentrus polyophthalmus - Cryptocentrus pretiosus - Cryptocentrus russus - Cryptocentrus sericus - Cryptocentrus shigensis - Cryptocentrus strigilliceps - Cryptocentrus tentaculatus - Cryptocentrus wehrlei - Cryptocentrus yatsui |

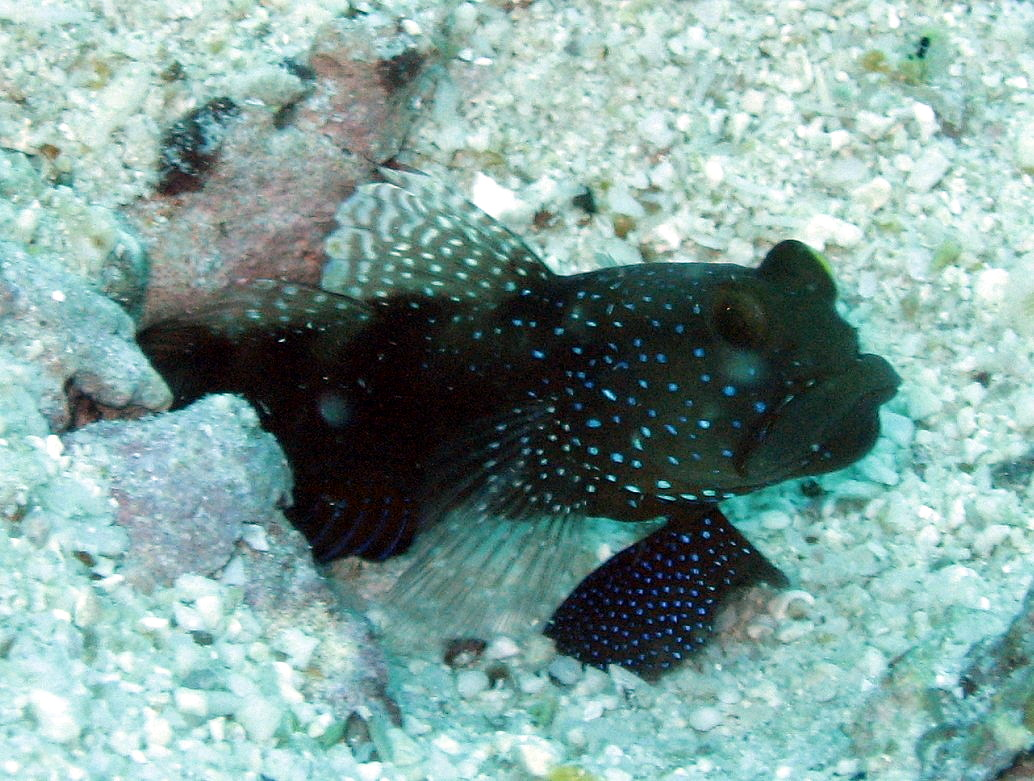
Cryptocentrus fasciatus
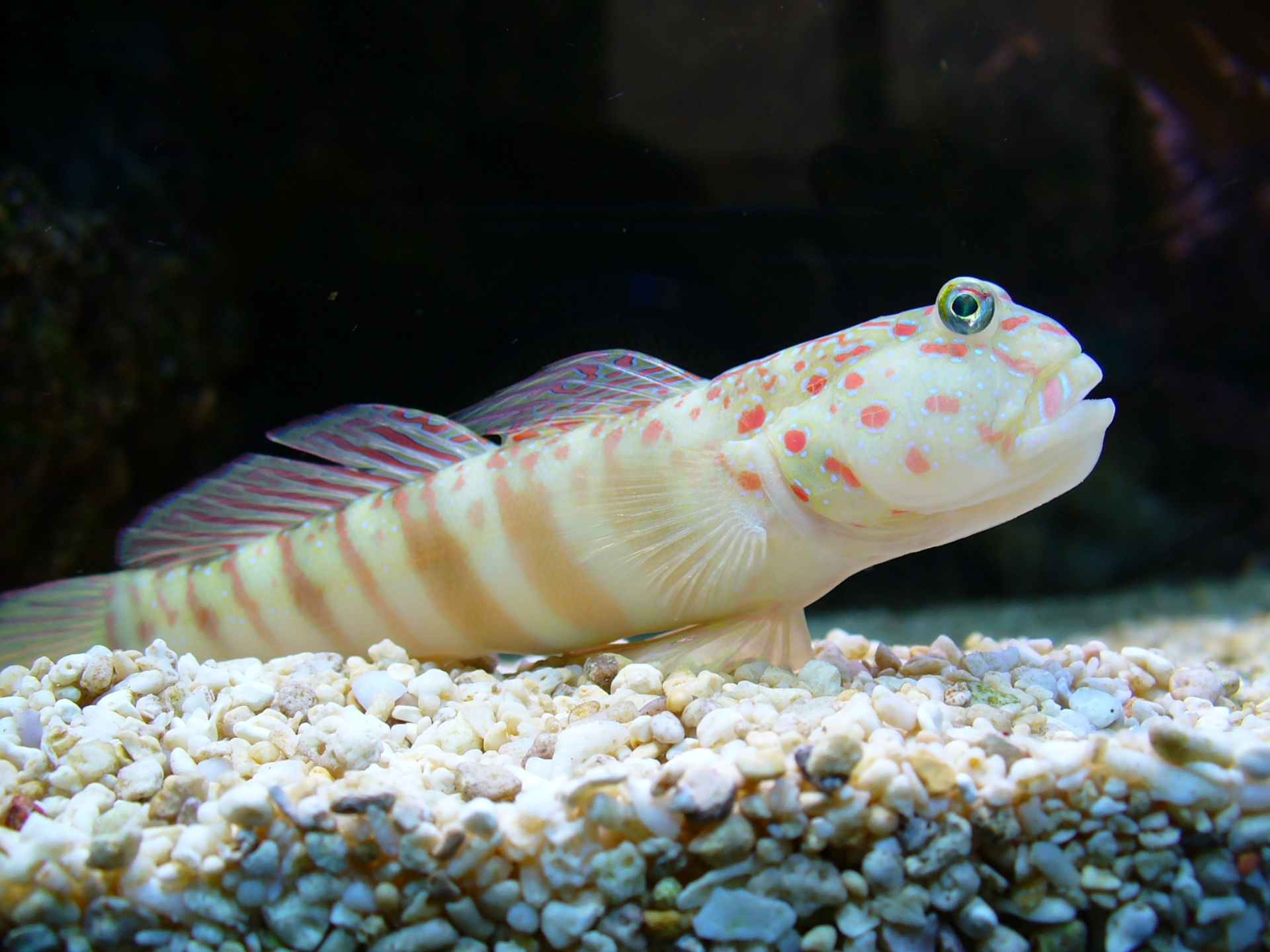
Cryptocentrus leptocephalus
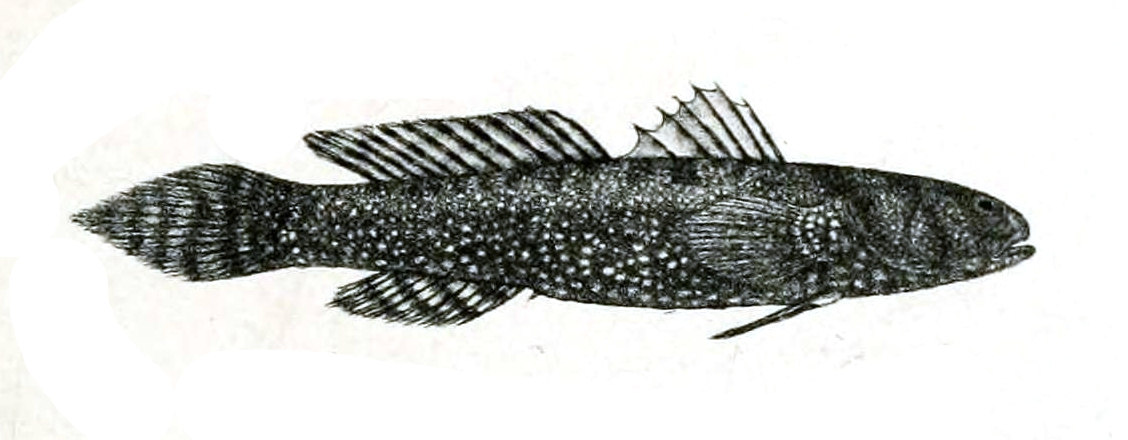
Cryptocentrus leucostictus
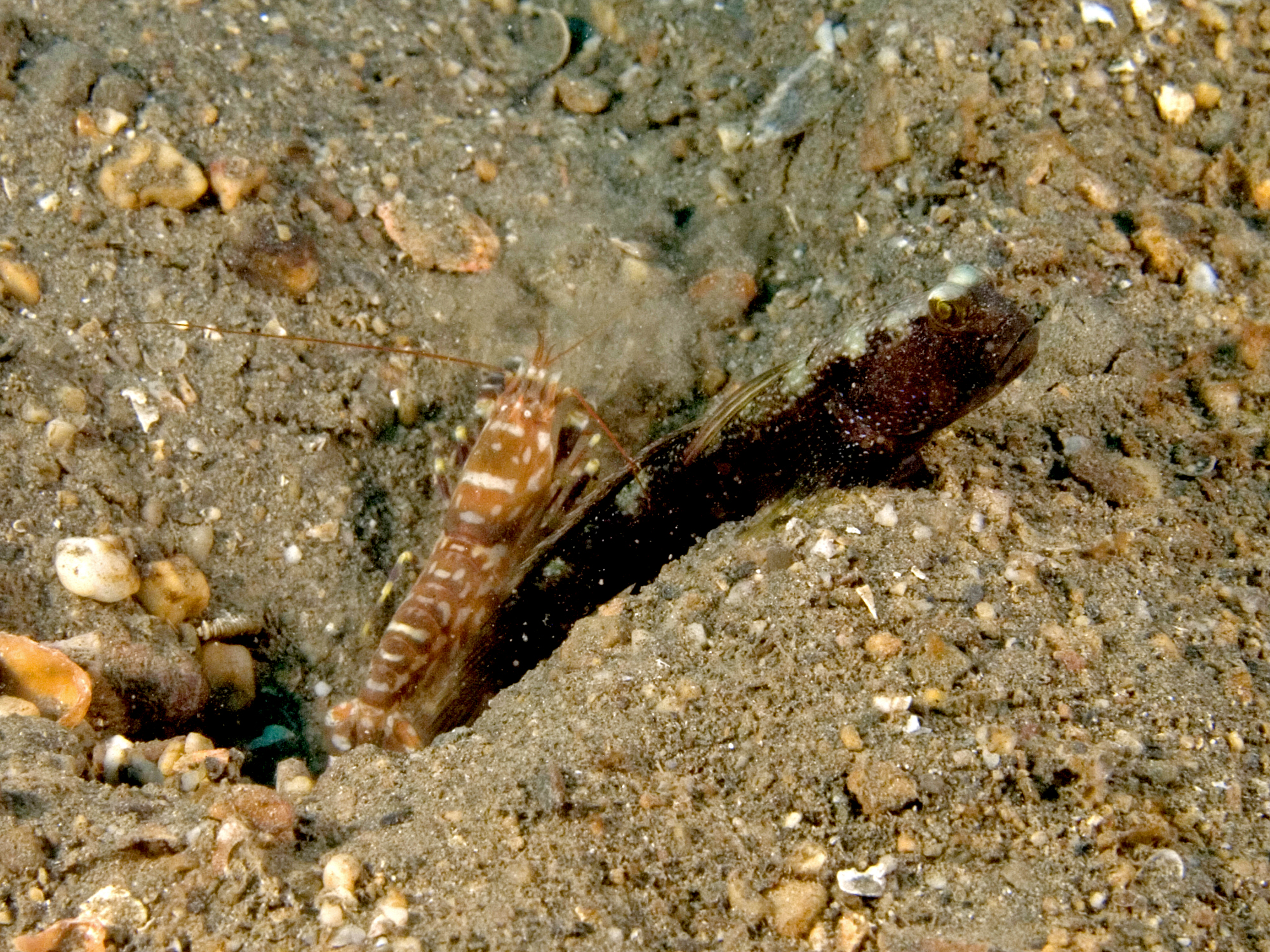
Cryptocentrus strigilliceps